# Bartramia angustissima
Bartramia angustissima är en bladmossart som beskrevs av Hugh Neville Dixon 1938. Bartramia angustissima ingår i släktet äppelmossor, och familjen Bartramiaceae. Inga underarter finns listade i Catalogue of Life.